# Da Lutiano
I Da Lutiano (anticamente Da Lautiano) furono una nobile famiglia di notai toscani originaria del Mugello, influente nel Basso Medioevo.

## Storia
Il capostipite della famiglia è Ser Ottaviano (Tano) Arrigo (Rigo) di Tommasino da Lutiano, un notaio vissuto nel XIV secolo nell'antico borgo di Lutiano, tra Sagginale e Polcanto (Borgo San Lorenzo), presso Scarperia e il fiume Sieve, territorio al tempo sotto l'Arcidiocesi di Firenze. Tano era imparentato con un'altra famiglia nobile locale, gli Ubaldini; la sua attività ventennale è inoltre largamente documentata – nel 1309 fu il procuratore durante un processo tra i monaci di San Piero Maggiore di Firenze e Decca di Naddo de' Bellagi, nel 1324 invece procurò alcuni atti per i nobili Filippo, Simone e Rosso della Tosa.
Tano si sposò con Gemma di Bettino di Manetto, sua parente, ed ebbe 6 figli ed una figlia, ma solo i primi due, Francesco e Lorenzo seguirono le orme del padre e continuarono il suo lavoro, creando due rami familiari.
Francesco di Tano da Lutiano lavorò principalmente a Lutiano, andando a Firenze solo quando, nel 1345, venne denunciato per furto da tale Montino di Azzo ma fu assolto. Esercitava potere su una vasta zona che andava da San Piero a Sieve a San Martino di Scopeto, mentre tra le sue possessioni vi erano la rocca di Lutiano, la villa e l'antico tabernacolo.
Lorenzo da Lutiano, al contrario del fratello, si trasferì nella città fiorentina nel quartiere di San Giovanni (gonfalone del drago), diventando un superstite della Peste nera del 1348, sposò una donna imparentata con i Visdomini e proprio grazie a questa parentela fu in grado di diventare notaio nella curia vicaria di Filippo dell'Antella, Onofrio dello Steccuto e Giovanni degli Albergotti, dal 1381 al 1394 fu anche notaio dell'intera signoria fiorentina. In seguito si trasferì in una «casetta bassa», oggi Palazzo Medici Riccardi, restaurò anche la rocca di Lutiano che diventò castello, e gli fu conferita la zona della Val di Sieve come feudo.
Lorenzo scrisse tra il 1355 e il 1409 (probabilmente postumo) la Cronica, una cronologia dei suoi atti ma allo stesso tempo una genealogia della sua famiglia, peculiare perché include anche una genealogia matrilineare, oltre che quella patrilineare. Dopo Lorenzo la mansione di famiglia finì nelle mani del figlio Filippo e del nipote Jacopo, vissuti nel primo Quattrocento. Filippo accompagnò i vescovi Francesco Zabarella e Antonio da Civitella durante la prima visita pastorale di cui si hanno abbastanza notizie (datata 1383).
Gli altri figli di Lorenzo si chiamavano Michele, Lancillotto e Margherita: il primo divenne canonico alla pieve di Sant'Agata, il secondo fu nominato, insieme al figlio Arrigo, presbitero della chiesa di Sant'Apollinare, l'ultima, insieme alla figlia Filippa, lavorò presso la pieve di Sant'Apollonia. Anche Filippo, dopo aver trasferito il lavoro al figlio, si fece prete di Sesto, mentre Antonio, figlio di Francesco fratello di Lorenzo si fece chierico e fu dichiarato beato, non ebbe figli. La famiglia continua attraverso Jacopo da Lutiano e il figlio Attaviano, che fu canonico in Larciano, titolo che poi passò allo zio Lorenzo II da Lutiano, suo figlio Pietro da Lutiano fu presbitero di Montaione, nella diocesi di Volterra.
Dal 1400 in poi diminuiscono radicalmente le notizie sulla famiglia, presumendo la loro estinzione, o comunque la loro irrilevanza nel nuovo scenario nobiliare toscano, la regione di Lutiano fu venduta ai Lorini nel '600, che la trasformarono in podere. Nel 1476, Michelangelo da Lutiano dovette vendere la sua dimora ai Pazzi, che la resero il Palazzo Pazzi. In seguito le proprietà di famiglia passano al conte Ubaldo degli Ubaldini, probabilmente parte di un ramo cadetto della famiglia originale.
Lo stemma dei Da Lutiano compare sul dipinto Educazione di Maria Vergine. Sant'Anna insegna a leggere a Maria Vergine del pittore Giovanni Domenico Ferretti, risalente al 1737-1751, voluto dalla contessa Anna Violante degli Ubaldini che, morto il marito, si trasferì ad Olmi (località presso Lutiano) ed eresse una cappella e il nuovo tabernacolo. Il dipinto attualmente si trova al museo di arte sacra e religiosità popolare "Beato Angelico" di Vicchio.
La contessa in realtà non vide mai l'opera perché morì nel 1722, diede parte della sua eredità ai Lapi del Drago da Fiesole (che costruiranno l'odierna Lutiano Nuovo), mentre diede la rocca a Giuseppe Maria Brocchi che nel 1726 ricostruì come sua villa (Rocca di Campestri), lo stesso scrisse, nel 1748, Descrizione della provincia del Mugello con la carta geografica del medesimo: aggiuntavi un'antica cronica della nobilfamiglia da Lutiano creduta di consorteria delli Ubaldini già signori dell'istesso Mugello, che contiene una versione della Cronica di Lorenzo da Lutiano.
Nel 1732 muore anche Margherita degli Ubaldini, cugina di Anna, con cui si estingue definitivamente la famiglia, i beni sono dati all'asta e poi acquisiti dai Lapi del Drago. Era rimasto un singolo parente che si unì ai Lapi del Drago, che poi nel 1795 confluirono per matrimonio nei Maganzi-Baldini (famiglia attestata dal XIV secolo, imparentata coi Del Campana-Guazzesi), di cui si ricorda Piero Maganzi, soldato della Prima Guerra Mondiale e amico di Chino Chini ed Henry Savage Landor. Anche questo ramo si estinse nel XX secolo, ma le eredità sono oggi gestite dalla famiglia Paladini.

## Genealogia

### Ramo originale
- Tano Rigo di Tommasino da Lutiano
  - (5 figli e 1 figlia)
  - Francesco di Tano da Lutiano
    - Antonio di Francesco da Lutiano

  - Lorenzo di Tano da Lutiano
    - Filippo di Lorenzo da Lutiano
      - Jacopo di Filippo da Lutiano
        - Attaviano di FIlippo da Lutiano

      - Lorenzo II di Filippo da Lutiano
        - Pietro da Lorenzo II da Lutiano
          - (alcune generazioni)
            - Michelangelo da Lutiano

    - Michele di Lorenzo da Lutiano
    - Lancillotto di Lorenzo da Lutiano
      - Arrigo di Lorenzo Da Lutiano

    - Margherita di Lorenzo da Lutiano
      - Filippa di Lorenzo da Lutiano

### Ramo degli Ubaldini
- Ubaldo degli Ubaldini
  - (alcune generazioni)
    - Anna Violante degli Ubaldini
    - Margherita degli Ubaldini

### Ramo dei Maganzi-Baldini
- (alcune generazioni)
  - Margherita Baldini
    - Giuseppe Maganzi-Baldini
      - Virginia Maganzi-Baldini
        - Piero Maganzi-Baldini
        - Emma Maganzi-Baldini
        - Maria Maganzi-Baldini

## Stemma
Lo stemma dei Da Lutiano è inquartato d'argento e d'azzurro, mentre lo stemma degli Ubaldini-Lutiano è inquartato d'argento e d'oro e presenta ornamenti esterni come una corona e dei gigli, la variante è visibile sul dipinto del Ferretti. Infine lo stemma dei Maganzi-Baldini è «d'azzurro al destrochiero di carnagione vestito di rosso uscito dal fianco sinistro dello scudo impugnante tre spighe d'oro», ovvero un braccio con manica rossa che impugna tre spighe di grano su sfondo azzurro e ornamento di cavaliere.

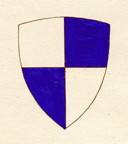
Alternativo (blu savoia invece di azzurro)

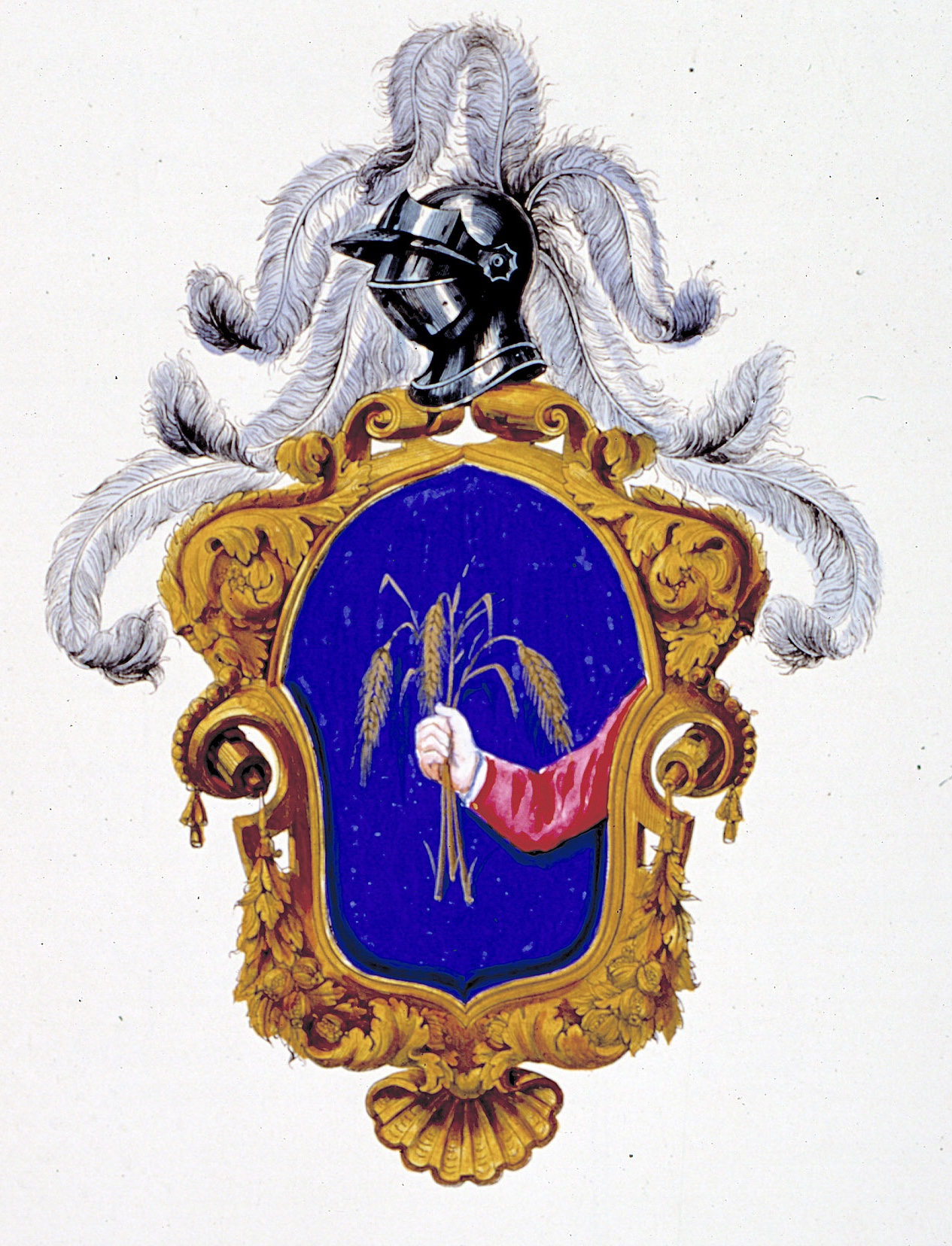
Maganzi-Baldini